# كلارنس روفوس جاي ريفرز
كلارنس روفوس جاي ريفرز (بالإنجليزية: Clarence Rufus J. Rivers)‏ هو ملحن أمريكي، ولد في 9 سبتمبر 1931، وتوفي في 21 نوفمبر 2004.